# Junior-VM i curling
Juniorverdensmesterskabet i curling er et mesterskab for curlinglandshold med spillere under 21 år fra hele verden, som hvert år arrangeres af World Curling Federation.
For mænd er mesterskabet afviklet hvert år siden 1975. Kvindernes første mesterskab fandt sted i 1988 og var reelt en udvidelse af junior-EM for kvinder, som de europæiske hold havde spillet om siden 1983. Siden 1989 er de to mesterskaber afviklet som ét samlet stævne.

## Hold og afviklingsform
Siden 1989 har både mændenes og kvindernes VM været afviklet med 10 deltagende hold.

### Kvalifikation
I perioden 2001-2004 blev der tillige spillet B-VM, som i den periode fungerede som VM-kvalifikation. Siden 2005 er kvalifikation til VM afviklet i regionerne Europa, Amerika og Stillehavsregionen (Østasien og Oceanien), som hver har et bestemt antal pladser ved VM afhængigt af hvilken region mesterskabet afvikles i.
| Værtsland              | Antal hold      | Antal hold       | Antal hold              | Antal hold |
| Værtsland              | Europæiske hold | Amerikanske hold | Asiatisk/oceaniske hold | Total      |
| ---------------------- | --------------- | ---------------- | ----------------------- | ---------- |
| Europæisk land         | 7               | 2                | 1                       | 10         |
| Amerikansk land        | 7               | 2                | 1                       | 10         |
| Asiatisk/oceanisk land | 6               | 2                | 2                       | 10         |
For de europæiske hold afhænger kvalifikationsproceduren af værtslandets kontinent.
| Når junior-VM afvikles i... | ...kvalificerer følgende europæiske hold sig til junior-VM: |
| --------------------------- | --- |
| Europa                      | Værtslandet for junior-VM (1 hold). De fem bedst placerede europæiske hold (ekskl. værtslandet) ved det foregående junior-VM (5 hold). Vinderen af European Junior Curling Challenge (1 hold). |
| Amerika                     | De fem bedst placerede europæiske hold ved det foregående junior-VM (5 hold). De to bedste placerede hold ved European Junior Curling Challenge (2 hold).                                      |
| Asien/Oceanien              | De fem bedst placerede europæiske hold ved det foregående junior-VM (5 hold). Vinderen af European Junior Curling Challenge (1 hold).                                                          |
Det amerikanske kontinent har to VM-pladser og har hidtil udelukkende været repræsenteret af Canada og USA. Formelt set gælder, at når junior-VM afholdes i Amerika, er værtslandet automatisk kvalificeret, og derudover afgøres den anden VM-plads i en turnering mellem de øvrige tilmeldte amerikanske hold. Når junior-VM ikke afholdes i Amerika, er det højest placerede amerikanske hold ved det foregående VM automatisk kvalificeret, mens den anden VM-plads går til vinderen af en turnering mellem de øvrige tilmeldte amerikanske hold.
For Asien/Oceanien gælder, at vinderen af det asiatisk-oceaniske juniormesterskab kvalificerer sig til junior-VM. Hvis junior-VM afholdes i Asien/Oceanien, kvalificerer værtslandet sig automatisk til junior-VM sammen med det bedst placerede hold (ekskl. junior-VM-værtslandet) ved det asiatisk-oceaniske juniormesterskab.

### Slutrunde
Siden 1989 har både mændenes og kvindernes VM været afviklet med 10 deltagende hold. De ti hold spiller først alle-mod-alle, hvilket giver ni kampe til hvert hold. De fire bedste hold går videre til slutspillet, der afvikles som et Page playoff med bronzekamp. Det vil sige, at nr. 3 og 4 mødes i playoff 3/4, hvorfra vinderholdet går videre til semifinalen, hvor det møder taberen af playoff-kampen mellem nr. 1 og 2. Taberen af semifinalen møder taberen af playoff 3/4 i bronzekampen, mens vinderen af semifinalen går videre til finalen mod vinderen af playoff 1/2. Vinderen af finalen bliver verdensmester, og taberen vinder sølvmedaljer.

## Junior-VM i curling for mænd

### Medaljestatik
Seks forskellige nationer har vundet junior-VM for mænd, og i alt ti forskellige nationer har vundet medaljer ved mesterskaberne.
| Medaljefordelingen ved junior-VM i curling 1975-2010 | Medaljefordelingen ved junior-VM i curling 1975-2010 | Medaljefordelingen ved junior-VM i curling 1975-2010 | Medaljefordelingen ved junior-VM i curling 1975-2010 | Medaljefordelingen ved junior-VM i curling 1975-2010 | Medaljefordelingen ved junior-VM i curling 1975-2010 |
| Plac.                                                | Land                                                 | Guld                                                 | Sølv                                                 | Bronze                                               | Total                                                |
| ---------------------------------------------------- | ---------------------------------------------------- | ---------------------------------------------------- | ---------------------------------------------------- | ---------------------------------------------------- | ---------------------------------------------------- |
| 1.                                                   | Canada                                               | 16                                                   | 10                                                   | 6                                                    | 32                                                   |
| 2.                                                   | Skotland                                             | 8                                                    | 4                                                    | 10                                                   | 22                                                   |
| 3.                                                   | Sverige                                              | 4                                                    | 10                                                   | 4                                                    | 18                                                   |
| 4.                                                   | Schweiz                                              | 4                                                    | 6                                                    | 6                                                    | 16                                                   |
| 5.                                                   | USA                                                  | 3                                                    | -                                                    | 7                                                    | 10                                                   |
| 6.                                                   | Danmark                                              | 1                                                    | 1                                                    | -                                                    | 2                                                    |
| 7.                                                   | Tyskland                                             | -                                                    | 2                                                    | 3                                                    | 5                                                    |
| 8.                                                   | Norge                                                | -                                                    | 1                                                    | 3                                                    | 4                                                    |
| 9.                                                   | Frankrig                                             | -                                                    | 1                                                    | 1                                                    | 2                                                    |
| 10.                                                  | Finland                                              | -                                                    | 1                                                    | -                                                    | 1                                                    |

### Mesterskaber og medaljevindere
| Junior-VM i curling for mænd |                            |          |          |                   |                   |
| Turn.                        | Værtsby(er) og -land       | Guld     | Sølv     | Bronze            | Danmarks plac.    |
| 1975                         | East York, Canada          | Sverige  | Canada   | Skotland          | Deltog ikke       |
| 1976                         | Aviemore, Skotland         | Canada   | Sverige  | Norge             | Nr. 9             |
| 1977                         | Québec, Canada             | Canada   | Sverige  | USA               | Nr. 9             |
| 1978                         | Grindelwald, Schweiz       | Canada   | Sverige  | Skotland          | Nr. 8             |
| 1979                         | Moose Jaw, Canada          | USA      | Skotland | Canada            | Nr. 6             |
| 1980                         | Kitchener-Waterloo, Canada | Skotland | Canada   | Sverige           | Nr. 6             |
| 1981                         | Megève, Frankrig           | Skotland | Canada   | USA               | Nr. 6             |
| 1982                         | Fredericton, Canada        | Sverige  | Canada   | Skotland          | Nr. 9             |
| 1983                         | Medicine Hat, Canada       | Canada   | Norge    | Skotland          | Nr. 5             |
| 1984                         | Cornwall, Canada           | USA      | Schweiz  | Skotland          | Nr. 9             |
| 1985                         | Perth, Skotland            | Canada   | Schweiz  | Skotland          | Nr. 10            |
| 1986                         | Dartmouth, Canada          | Skotland | Canada   | Sverige           | Nr. 7             |
| 1987                         | Victoria, Canada           | Skotland | Canada   | Norge             | Nr. 8             |
| 1988                         | Füssen, Vesttyskland       | Canada   | Sverige  | Norge             | Nr. 5             |
| 1989                         | Markham, Canada            | Sverige  | Canada   | Schweiz           | Nr. 10            |
| 1990                         | Portage la Praire, Canada  | Schweiz  | Skotland | Sverige           | Ikke kvalificeret |
| 1991                         | Glasgow, Skotland          | Skotland | Canada   | Schweiz USA       | Nr. 5             |
| 1992                         | Oberstdorf, Tyskland       | Schweiz  | Frankrig | Canada Sverige    | Nr. 9             |
| 1993                         | Grindelwald, Schweiz       | Skotland | Canada   | Frankrig Tyskland | Nr. 7             |
| 1994                         | Sofia, Bulgarien           | Canada   | Tyskland | Schweiz USA       | Nr. 8             |
| 1995                         | Perth, Skotland            | Skotland | Tyskland | Canada            | Nr. 8             |
| 1996                         | Red Deer, Canada           | Skotland | Schweiz  | Tyskland          | Nr. 9             |
| 1997                         | Karuizawa, Japan           | Schweiz  | Finland  | Canada            | Nr. 5             |
| 1998                         | Thunder Bay, Canada        | Canada   | Skotland | Schweiz           | Nr. 9             |
| 1999                         | Östersund, Sverige         | Canada   | Schweiz  | USA               | Ikke kvalificeret |
| 2000                         | Geising, Tyskland          | Canada   | Schweiz  | Tyskland          | Nr. 4             |
| 2001                         | Ogden, USA                 | Canada   | Danmark  | USA               | Nr. 2             |
| 2002                         | Kelowna, Canada            | Canada   | Sverige  | Skotland          | Nr. 7             |
| 2003                         | Flims, Schweiz             | Canada   | Sverige  | Schweiz           | Nr. 8             |
| 2004                         | Troi Rivières, Canada      | Sverige  | Schweiz  | Skotland          | Nr. 10            |
| 2005                         | Pinerolo, Italien          | Canada   | Sverige  | Skotland          | Nr. 5             |
| 2006                         | Jeonju, Sydkorea           | Canada   | Sverige  | Skotland          | Nr. 5             |
| 2007                         | Eveleth, USA               | Canada   | Sverige  | Schweiz           | Nr. 4             |
| 2008                         | Östersund, Sverige         | USA      | Sverige  | Canada            | Nr. 7             |
| 2009                         | Vancouver, Canada          | Danmark  | Canada   | USA               | Nr. 1             |
| 2010                         | Flims, Schweiz             | Schweiz  | Skotland | Canada            | Nr. 8             |

## Junior-VM i curling for kvinder

### Medaljestatistik
| Medaljefordelingen ved Junior-VM i curling 1988-2010 | Medaljefordelingen ved Junior-VM i curling 1988-2010 | Medaljefordelingen ved Junior-VM i curling 1988-2010 | Medaljefordelingen ved Junior-VM i curling 1988-2010 | Medaljefordelingen ved Junior-VM i curling 1988-2010 | Medaljefordelingen ved Junior-VM i curling 1988-2010 |
| Plac.                                                | Land                                                 | Guld                                                 | Sølv                                                 | Bronze                                               | Total                                                |
| ---------------------------------------------------- | ---------------------------------------------------- | ---------------------------------------------------- | ---------------------------------------------------- | ---------------------------------------------------- | ---------------------------------------------------- |
| 1.                                                   | Canada                                               | 8                                                    | 7                                                    | 7                                                    | 22                                                   |
| 2.                                                   | Skotland                                             | 7                                                    | 1                                                    | 2                                                    | 10                                                   |
| 3.                                                   | Sverige                                              | 3                                                    | 7                                                    | 5                                                    | 15                                                   |
| 4.                                                   | Schweiz                                              | 2                                                    | 2                                                    | 4                                                    | 8                                                    |
| 5.                                                   | USA                                                  | 1                                                    | 3                                                    | 3                                                    | 7                                                    |
| 6.                                                   | Norge                                                | 1                                                    | 1                                                    | -                                                    | 2                                                    |
| 7.                                                   | Rusland                                              | 1                                                    | -                                                    | -                                                    | 1                                                    |
| 8.                                                   | Japan                                                | -                                                    | 2                                                    | -                                                    | 2                                                    |
| 9.                                                   | Danmark                                              | -                                                    | -                                                    | 5                                                    | 5                                                    |
| 10.                                                  | Italien                                              | -                                                    | -                                                    | 1                                                    | 1                                                    |

### Mesterskaber og medaljevindere
| Junior-VM i curling for kvinder |                           |          |          |                 |                   |
| Turn.                           | Værtsby(er) og -land      | Guld     | Sølv     | Bronze          | Danmarks plac.    |
| 1988                            | Chamonix, Frankrig        | Canada   | Schweiz  | Danmark         | Nr. 3             |
| 1989                            | Markham, Canada           | Canada   | Norge    | Skotland        | Nr. 9             |
| 1990                            | Portage la Praire, Canada | Skotland | Sverige  | Canada          | Nr. 8             |
| 1991                            | Glasgow, Skotland         | Sverige  | Schweiz  | Canada Skotland | Nr. 6             |
| 1992                            | Oberstdorf, Tyskland      | Skotland | USA      | Sverige Schweiz | Nr. 8             |
| 1993                            | Grindelwald, Schweiz      | Skotland | Canada   | Danmark USA     | Nr. 3             |
| 1994                            | Sofia, Bulgarien          | Canada   | USA      | Danmark Sverige | Nr. 3             |
| 1995                            | Perth, Skotland           | Canada   | Sverige  | Schweiz         | Nr. 9             |
| 1996                            | Red Deer, Canada          | Canada   | Skotland | Sverige         | Nr. 7             |
| 1997                            | Karuizawa, Japan          | Skotland | Sverige  | Canada          | Nr. 6             |
| 1998                            | Thunder Bay, Canada       | Canada   | Japan    | Sverige         | Nr. 10            |
| 1999                            | Östersund, Sverige        | Schweiz  | Japan    | Canada          | Ikke kvalificeret |
| 2000                            | Geising, Tyskland         | Sverige  | Canada   | USA             | Ikke kvalificeret |
| 2001                            | Ogden, USA                | Canada   | Sverige  | Schweiz         | Nr. 9             |
| 2002                            | Kelowna, Canada           | USA      | Sverige  | Canada          | Ikke kvalificeret |
| 2003                            | Flims, Schweiz            | Canada   | USA      | Italien         | Ikke kvalificeret |
| 2004                            | Troi Rivières, Canada     | Norge    | Canada   | Sverige         | Nr. 6             |
| 2005                            | Pinerolo, Italien         | Schweiz  | Sverige  | Canada          | Nr. 4             |
| 2006                            | Jeonju, Sydkorea          | Rusland  | Canada   | Danmark         | Nr. 3             |
| 2007                            | Eveleth, USA              | Skotland | Canada   | Danmark         | Nr. 3             |
| 2008                            | Östersund, Sverige        | Skotland | Sverige  | Canada          | Nr. 5             |
| 2009                            | Vancouver, Canada         | Skotland | Canada   | Schweiz         | Nr. 9             |
| 2010                            | Flims, Schweiz            | Sverige  | Canada   | USA             | Ikke kvalificeret |